# Chum Kiri
Chum Kiri es uno de los ocho distritos que forman la provincia camboyana de Kompot, con una población estimada en marzo de 2008 de 47 176 habitantes. Está dividido en las siguientes  comunas (khum), que se muestran asimismo con población estimada de 2008:
- Chres 7,179
- Chumpu Voan 7,930
- Snay Anhchet 5,270
- Srae Chaeng 10,075
- Srae Knong 5,678
- Srae Samraong 4,094
- Trapeang Reang 6,950[1]